# Palaiseau
Palaiseau /palɛˈzo/ è un comune francese di 31 204 abitanti situato nel dipartimento dell'Essonne nella regione dell'Île-de-France. È uno dei comuni dell'antica provincia francese dell'Hurepoix.

## Società

### Evoluzione demografica
Abitanti censiti

## Cultura

### Istruzione

#### Università
- École polytechnique
- Institut polytechnique de Paris

## Amministrazione

### Gemellaggi
- Unna, dal 1969